# Aura Noir

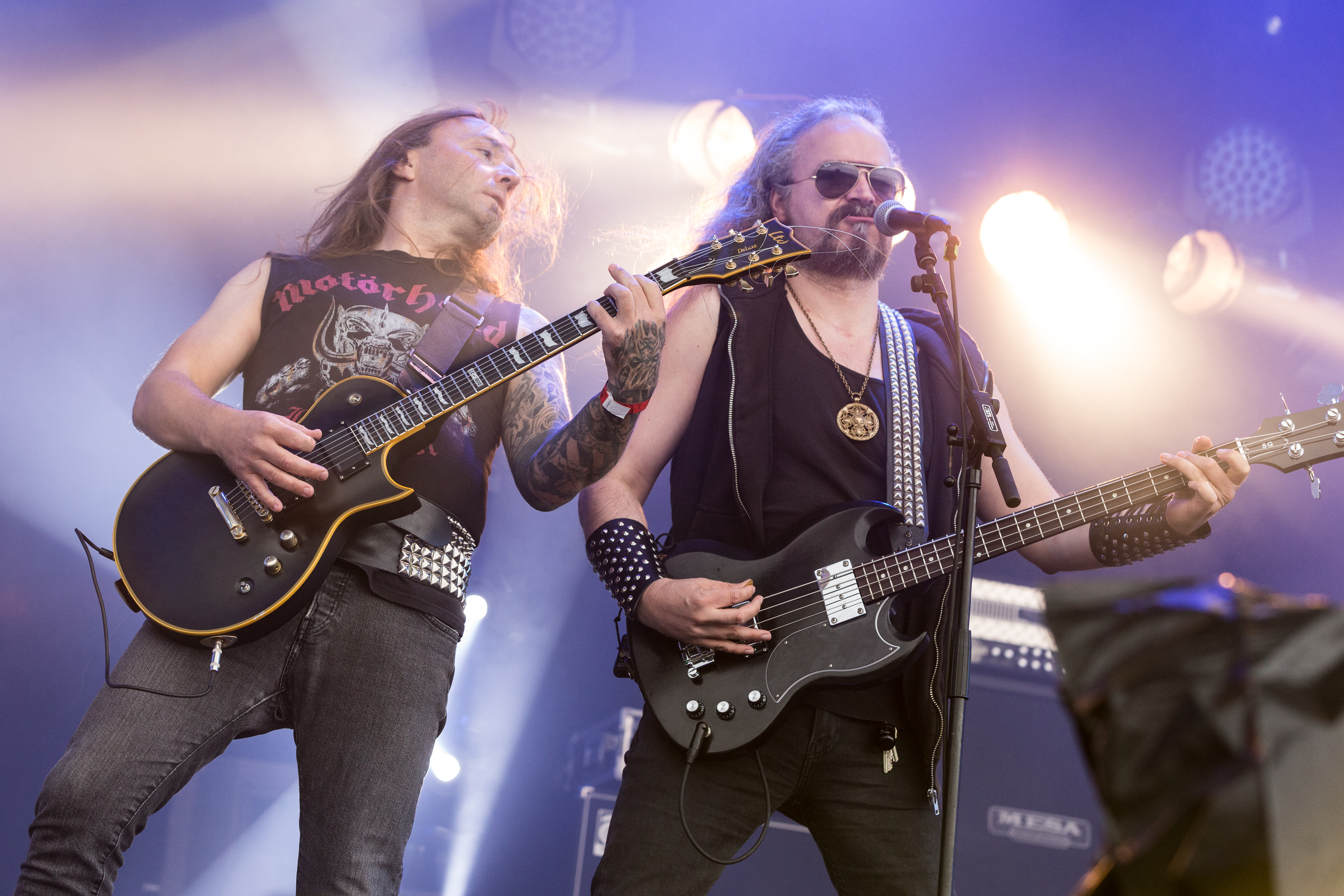
Blasphemer und Aggressor, Party.San 2017

Aura Noir ist eine Thrash-Metal-/Black-Metal-Band aus Oslo, Norwegen. Aura Noir hat sehr starke Einflüsse von frühen Thrash-Metal-Bands wie Kreator, anderen deutschen Thrash-Metal-Bands und Slayer. In ihren Liedtexten geht es um Blasphemie, Tod und Aggressivität.

## Geschichte
Die Band wurde 1993 von Aggressor (Carl-Michael Eide) als Nebenprojekt zu Ved Buens Ende gegründet, um noch ungewöhnlichere Musik zu spielen. Er schrieb einige Lieder und  bat Apollyon (Ole Jørgen Moe), ihm beim Einspielen der Gitarrenspuren zu helfen, verwarf im Studio jedoch seine Ideen und entschied sich für damals unpopulären Old-School-Thrash. Nach einigen Demoaufnahmen wurde ihre erste EP Dreams Like Deserts im Jahre 1995 von Hot Records veröffentlicht. Danach gab die Band einige Konzerte in Oslo, für die sie ein zusätzliches Mitglied benötigte und den damaligen Mayhem-Gitarristen Blasphemer (Rune Eriksen) aufnahm. Die Band wechselte zu Malicious Records und spielte in der neuen Besetzung ihr Debütalbum Black Thrash Attack ein. Das bei Hammerheart Records veröffentlichte zweite Album Deep Tracts of Hell wurde ohne Blasphemer eingespielt, der während der Aufnahmen mit Mayhem in den Vereinigten Staaten spielte.
2004 unterschrieben sie als erste Band beim Label Tyrant Syndicate Productions, ein Tochter-Label der Peaceville Records, geleitet von Nocturno Culto und Fenriz (beides Mitglieder der Band Darkthrone). Dort wurde ihr nächstes Album, The Merciless veröffentlicht, bei dem Fenriz von Darkthrone und Nattefrost (Roger Rasmussen) von Carpathian Forest und Nattefrost als Gastsänger zu hören ist.
Durch einen Unfall Aggressors wurden die Aktivitäten der Band unterbrochen. Im Mai 2006 war Aggressor Gast in der norwegischen Radiosendung Tinitus, wo er bestätigte, dass er aufgrund des Unfalls ab den Knöcheln gelähmt sei und deswegen im Rollstuhl sitze. Am 22. August 2008 erschien das vierte Studioalbum Hades Rise. Seitdem wurden auch wieder Konzerte mit diversen Ersatzschlagzeugern gespielt, zum Beispiel am 25. Oktober 2009 auf dem Aurora Infernalis Fest in Arnheim mit dem ehemaligen Perished-Schlagzeuger Jehmod. Während ihres Auftritts auf dem Party.San 2010 stieß Aggressor spontan zur Band und sang, immer noch auf Krücken, das Lied Sons of Hades.

## Diskografie

### Alben und EPs
- 1995: Dreams Like Deserts (EP)
- 1996: Black Thrash Attack
- 1998: Deep Tracts of Hell
- 2004: The Merciless
- 2008: Hades Rise
- 2012: Out to Die
- 2018: Aura Noire

### Kompilationen
- 2000: Increased Damnation
- 2005: Deep Dreams of Hell

### Demos
- 1993: Untitled
- 1994: Two Voices, One King

### Split-Alben
- 2004: Überthrash (Split mit Audiopain, Infernö und Nocturnal Breed)
- 2005: Überthrash II (Split mit Audiopain, Infernö und Nocturnal Breed)